# Барвінський Євген Іванович
Євген Іванович Барвінський (3 січня 1874, с. Постолівка, нині Гусятинського району Тернопільської області — 16 травня 1947, м. Краків) — український і польський історик, архівіст, бібліограф, юрист, видавець. Доктор філософії (1898). Член НТШ у Львові (1893), історичної комісії Польської АМ, Слов'янського інституту в Празі.

## Біографія
Навчався на правничному факультеті Львівського університету, згодом перевівся на філософський. 1897 Барвінський — фейлетоніст у редакції газети «Руслан».
Друкував статті у журналі «Правда» (1895), «Записках НТШ» (1898), газеті «Галичина», «Діло» (1901) та ін.
1918–1939 — директор Державного архіву у Львові. У цьому ж архіві від осені 1939 до січня 1940 — ст. н. с., із січня 1941 до січня 1944 — хранитель фондів. Із березня 1944 — хранитель фондів у Державному архіві Кракова.
1932–1947 — заступник голови Головної ради Польського історичного товариства, 1926–1930 — голова його львівського відділення.
Від 1923 — член Кваліфікаційної комісії при Міністерстві віросповідань та релігії. Інвентаризував віденські архівні документи 1919, 1920 та 1924, опрацьовував і подавав зауваження до проекту архівного польсько-австрійського договору (1923–1930).
1928–1935 — Генеральний комісар Польщі по розподілу сілезьких документів; склав у Чехо-Словаччині та Сілезії опис архівних документів колишньої Цєшинської економії.
Впорядкував та описав фонди Державного архіву Львова (акти):
- Крайової табулі
- Галицького намісництва
- Львівського апеляційного суду 1784–1909
- Карного суду 1825-91
- фінансової прокуратури та ін.

Помер у Кракові, похований на місцевому Раковицькому цвинтарі.
Відзначений Офіцерським хрестом Ордену Відродження Польщі (27 листопада 1929), а також офіцерськими нагородами: Хрестом Ордену Білого Лева, орденом «Meritul Cultural».

## Праці
Автор праць:
- «Причинки до історії зносин цісаря Рудольфа ІІ і Папи Климентія VIII з козаками в р. 1593-94» (1896),
- «Набіг козаків на Очаків 1545 р.» (1897),
- «Отець Никола» (1899),
- «Тарас Шевченко. Його життя і твори» (1913) та ін.